# Bissau-Guinea zászlaja
1961 augusztusában a Guinea és a Zöld-foki-szigetek függetlenségéért küzdő Afrika Párt elfogadta a pán-afrikai színeket viselő lobogót, amelyen a fekete csillag alatt a párt nevének kezdőbetűi is megjelentek (PAIGC). Amikor kikiáltották az ország függetlenségét, a kezdőbetűk nélküli változat lett Bissau-Guinea nemzeti lobogója.
A vörös szín a gyarmati uralom alatti szenvedésekre és a függetlenségért folytatott harcban ontott vérre utal. A sárga a jólétért folytatott munka gyümölcseit jelképezi, a zöld pedig a trópusi erdőket és a fényes jövőbe vetett reményt. A fekete csillag Afrikának és Afrika népeinek szimbóluma.